# Niergui
Niergui è un comune del Ciad situato nel dipartimento di Guéra, provincia di Guéra.